# Base Aeronaval y Aeropuerto Concón
La Base Aeronaval y Aeropuerto Concón, también conocido como Aeródromo Torquemada, es un pequeño terminal aeroportuario ubicado en la comuna chilena de Concón, Región de Valparaíso, específicamente en las cimas del cerro Torquemada. Junto al aeródromo Rodelillo, provee servicios de conexión aérea para el Gran Valparaíso.
Este aeródromo es de carácter público,siendo operado por la Armada de Chile y ha sido utilizada en contadas ocasiones para operaciones comerciales: entre los años 1980 y 1990 contó con algunos servicios regulares de Ladeco y luego ha sido utilizado en algunas ocasiones para recibir vuelos desviados desde el Aeropuerto Internacional Arturo Merino Benítez por niebla.En 2023, se realizaron 10.037 operaciones aéreas, casi en su totalidad de origen nacional.
En 2024 fue anunciado el proyecto para convertir la base en un aeropuerto para servir al Gran Valparaíso con vuelos nacionales y algunos internacionales desde Argentina.

## Historia
La Base Aeronaval Viña del Mar fue construida durante los años 1980 por la Armada de Chile con el fin de recibir vuelos de carácter civil y militar.Fue inaugurada oficialmente el 19 de diciembre de 1987, reemplazando las funciones que antes realizaba la antigua Base Aeronaval El Belloto, ubicada en Quilpué. El año 2008 se realizaron importantes inversiones en este aeropuerto que permitieron su ampliación.
El aeródromo ha sido utilizado en varias ocasiones para recibir vuelos privados de artistas que participan en el Festival Internacional de la Canción de Viña del Mar, como Luis Miguel, Marc Anthony y Elton John entre ellos. También ha sido utilizado para conexiones con el Aeródromo de Juan Fernández y el traslado de pacientes en situaciones de emergencia.
Desde el 17 de marzo de 2015, la Base Aeronaval Viña del Mar pasó a denominarse oficialmente Base Aeronaval y Aeropuerto Concón

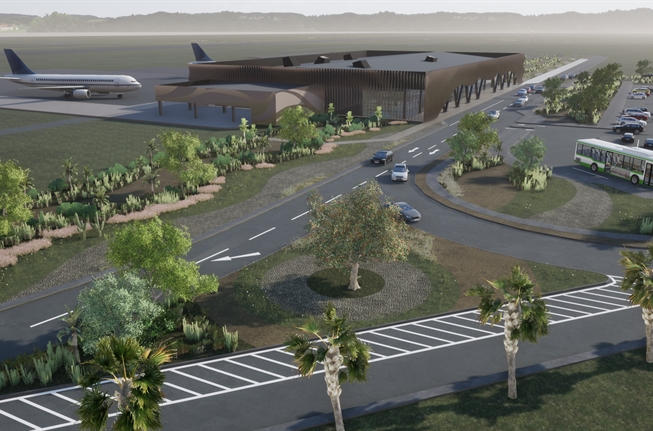
Proyecto de nuevo Aeropuerto de Concón, en el Gran Valparaíso (2027).

En diversas ocasiones, las autoridades locales y nacionales señalaron la intención de habilitar un aeropuerto para la conurbación del Gran Valparaíso, con el fin de otorgar más conectividad a la zona y potenciar el sector turístico. En julio de 2020, el Ministerio de Obras Públicas anunció la licitación del diseño para su habilitación como aeropuerto para operar vuelos comerciales.Finalmente, el 18 de abril de 2024, el presidente Gabriel Boric anunció oficialmente la construcción del nuevo Aeropuerto de Concón, en el Gran Valparaíso, para lo cual se invertirían cerca de 30 mil millones de pesos chilenos (aproximadamente 30 millones de dólares estadounidenses).El nuevo aeropuerto sería inaugurado el año 2027 y contaría con seis posiciones para aviones, dos para comerciales y cuatro para emergencias o incendios. Esto permitiría el uso de la terminal por cerca de 900 000 pasajeros una vez que esté en operación.

## Aerolíneas y destinos
En la actualidad, la Base Aeronaval y Aeropuerto Concón no cuenta con servicios comerciales regulares.
Se espera que una vez sean inauguradas las nuevas instalaciones del Aeropuerto hacia 2027, se puedan abrir rutas de bajo costo a otras ciudades de Chile (como Antofagasta, Calama, La Serena, Concepción o Puerto Montt) e, incluso, destinos internacionales en Argentina (por ejemplo, a Buenos Aires, Córdoba o Mendoza). Si bien técnicamente son posibles de realizar, se anunció que no habrían vuelos regulares hacia el Aeropuerto Internacional Arturo Merino Benítez en Santiago de Chile, debido a la cercanía con la capital.

### Destinos cesados
| Aerolíneas        | Ciudades                      | Estado    |
| ----------------- | ----------------------------- | --------- |
| Ladeco 2 destinos | La Serena / Santiago de Chile | Cancelado |